# فابیو آلوز فلیکس
فابیو آلوز فلیکس (به پرتغالی: Fábio Alves Félix) هافبک اهل برزیل است که در شهر سائو برناردو دو کامپو و در تاریخ ۱۰ ژانویهٔ ۱۹۸۰ به دنیا آمده‌است.
فابیو آلوز فلیکس در تیم‌های فوتبال کورینتیانس سابقهٔ حضور دارد.